# Rilakkuma y Kaoru
Rilakkuma y Kaoru (リラックマとカオルさん Rirakkuma to Kaoru-san?) es una serie animada stop motion creada por San-X. Se estrenó el 19 de abril de 2019 en Netflix.

## Producción

### Antecedentes y concepto
En 2017 se anunció que se realizaría una serie animada para el personaje Rilakkuma, de la compañía San-X. Estaba previsto que se estrenara en 2018, sin embargo Netflix anunció que el programa se lanzaría el 19 de abril de 2019 y contaría con la participación de Mikako Tabe como Kaoru. Los personajes originales que se crearon para la serie: Hayate, Tokio y Sayu, fueron presentados el 27 de marzo de 2019.
Por otro lado, el director de la serie, Masahito Kobayashi, mencionó que aunque muchas personas perciben a Rilakkuma como un personaje kawaii, representa también una contraposición del pueblo japonés ya que «Kaoru es como se comporta la sociedad japonesa mientras que Rilakkuma es lo que los japoneses desearían ser». Asimismo, John Derderian, el director de contenido de la división de Anime y Japón de Netflix, explicó el concepto de la serie y mencionó que:

Toca un tema muy interesante sobre la ansiedad que rodea a la vida contemporánea: las presiones de las redes sociales, los desafíos del trabajo — muchos problemas que enfrentan los millenials. Encuentra una respuesta original a estas ansiedades y conflictos, que son reales. (..) Pueden conducir a la depresión (...) y son globales.

### Animación y escenarios
El director Kobayashi comentó que debido a que la técnica de animación stop motion requiere una gran cantidad de tiempo, se colocaron 10 escenarios distintos, en los que se filmaba al mismo tiempo alrededor de 10 segundos de metraje por cada equipo. Asimismo, el equipo de producción creó una ciudad ficticia en la que se desarrolla la serie, llamada Ogigaya. Para que esta fuera más auténtica empleó como referencia dos barrios de Tokio: Ogikubo y Asagaya.

## Recepción
En general, la serie fue elogiada por su estética y por el enfoque en el crecimiento personal de Kaoru, así como por la sensación de tranquilidad que transmite. Petrana Radulovic, de Polygon, comentó que el programa es adorable y destacó la yuxtaposición de lo «raro» con los problemas de Kaoru en su vida adulta; la trama de cada episodio tiene como «eje central algún complejo de Kaoru: la indecisión, la inseguridad o la falta de habilidades interpersonales». Esta característica del programa, según James Whitbrook, editor del sitio web Gizmodo, permite que lo absurdo de la situación en la que vive Kaoru —junto a Rilakkuma y sus amigos— quede en segundo plano y, en su lugar, da paso a que el público presencie de una forma peculiar un «silencioso fragmento de la vida».
Por otro lado, algunos críticos mencionaron que el objetivo de la serie «es tan simple como admirar lo adorable y pequeño».

## Personajes
| Nombre                                  | Voz original Japón | Doblaje para Latinoamérica México |
| --------------------------------------- | ------------------ | --------------------------------- |
| Rilakkuma (リラックマ Rirakkuma?)       |                    | Óscar Rangel (Voice-over)         |
| Korilakkuma (コリラックマ Korirakkuma?) |                    | Elizabeth Infante (Voice-over)    |
| Kiiroitori (キイロイトリ Kiiroitori?)   |                    | Nallely Solís (Voice-over)        |
| Kaoru (カオルさん Kaoru-san?)           | Mikako Tabe        | Valentina Souza                   |
| Hayate (ハヤテくん Hayate-kun?)         | Takayuki Yamada    | Miguel Ángel Ruiz                 |
| Tokio (トキオ Tokio?)                   | Souki Matsumoto    | Oliver Díaz                       |
| Sayu (サユ Sayu?)                       | Mai Kanazawa       | Xóchitl Ugarte                    |

## Temporadas
| Temporada | Temporada | Episodios | Episodios | Emisión original    | Emisión original    |
| Temporada | Temporada | Episodios | Episodios | Primera emisión     | Última emisión      |
| --------- | --------- | --------- | --------- | ------------------- | ------------------- |
|           | 1         | 13        | 13        | 19 de abril de 2019 | 19 de abril de 2019 |